# Stazione di Malahide
La Malahide railway station è una stazione ferroviaria situata a Malahide, Fingal, Irlanda. Fu fatta costruire sul progetto di George Papworth, per conto della Dublin and Drogheda Railway, un ente ferroviario non più esistente e aperta il 25 maggio 1844.
È uno dei due capolinea settentrionali della Dublin Area Rapid Transit, l'altro è Howth. Al binario 1, diretto a Sud e collocato sul lato orientale, si accede direttamente, mentre si è obbligati a passare per un ponte per giunge al binario 2.

## Servizi
- Bar
- Servizi igienici
- Capolinea autolinee
- Biglietteria a sportello
- Biglietteria self-service
- Distribuzione automatica cibi e bevande